# Anne und Hans kriegen ihre Chance
Anne und Hans kriegen ihre Chance (Originaltitel: niederländisch Ans en Hans krijgen de kans) ist der bekannteste Comic des niederländischen Comiczeichners Theo van den Boogaard.

## Veröffentlichungen
Ans en Hans erschien 1969 zuerst als Fortsetzungsgeschichte in dem niederländischen Magazin Aloha und kurze Zeit später in der ebenfalls niederländischen pornographischen Kontaktzeitschrift Chick. Als Album erschien Ans en Hans im Jahr 1970 bei dem Amsterdamer Verlag P.J. Muller. Eine deutschsprachige Version erschien zuerst 1970 bei Brumm Comix im Melzer Verlag, Der Volksverlag brachte 1980 unter dem Titel Anne und Hans eine Neuauflage heraus.

## Handlung
Der schüchterne und frustrierte Student Hans, der ein verkrampftes Verhältnis zu seinen Eltern hat, wird an seinem Studienort von seiner ehemaligen Schulkameradin Anne aufgesucht. Während er, der gerade bei der Masturbation gestört wurde, äußerst irritiert ist, gibt sie zu erkennen, dass ihre Absichten eindeutig sexueller Natur sind. Als Anne Hans’ Vorlage entdeckt, möchte er am liebsten vor Scham im Boden versinken, doch sie sieht es sehr gelassen. Hans’ Ängste und Sorgen, dass er sexuell versagen könnte, sind dabei das eigentliche Thema. Der folgende Liebesakt wird durch karikaturhafte Figuren am Bildrand beobachtet und der Voyeurismus der Leser kommentiert. Der Comic endet damit, dass Hans auf Heimatbesuch bei seinen Eltern, zu denen er nun ein entspanntes Verhältnis hat, Anne einen Besuch abstattet und sie dabei mit einem anderen Jungen im Bett antrifft.

## Indizierung
Auf Antrag des Ministeriums für Soziales, Gesundheit und Sport der Landesregierung von Rheinland-Pfalz wurde der Comic 1973 von der Bundesprüfstelle für jugendgefährdende Schriften indiziert. In ihrer Antragsbegründung führte die Antragstellerin aus, dass „der dominierende Inhalt des Heftes […] absolut gesetzte Geschlechtsteile und Voyeurismus“ seien und „der sexuelle Akt […] als Volksbelustigung für ein lüsternes Publikum genommen“ würde. Darüber hinaus hieß es, dass der Comic „unter dem Deckmantel der Enttabuisierung eindeutig die Grenze des im Jugendschutz Tolerierbaren“ überschreite und „dem Heranwachsenden ein gefährliches Welt- und Menschenbild“ suggeriere. Mit der Begründung, dass „eine Reduzierung zwischenmenschlicher Beziehungen auf das Genitale vorgenommen“ sei und dass „der Inhalt der Schrift“ geeignet sei, „Kinder und Jugendliche sozialethisch zu verwirren, weil er pornographisch und damit unsittlich […] ist“, folgte die Bundesprüfstelle der Argumentation der Antragstellerin. Die Entscheidung Nr. 1035 erfolgte einstimmig am 4. Mai 1973. Sie wurde am 12. Mai 1973 im Bundesanzeiger veröffentlicht. Die Indizierung der Neuauflage Anne und Hans wurde am 11. März 1981 im Bundesanzeiger bekannt gegeben.
Durch eine Gesetzesänderung wurden die Indizierungen im Jahr 2002 aufgehoben.

## Rezeption
Harald Havas bezeichnet Anne und Hans kriegen ihre Chance als eine „pornographische Emanzipationsstory“. Für Andreas C. Knigge ist der Comic van den Boogaards „wichtigstes und populärstes Werk“, dem er eine „historisch [...] wichtige Bedeutung“ beimisst. Laut Roland Seim stellt die damalige Indizierung eine „völlige Verkehrung der eigentlichen Aussage“ dar.